# Conophorus chinensis
Conophorus chinensis är en tvåvingeart som beskrevs av Paramonov 1929. Conophorus chinensis ingår i släktet Conophorus och familjen svävflugor. Inga underarter finns listade i Catalogue of Life.